# Аду, Келвин Амиан
Келви́н Амиа́н Аду́ (фр. Kelvin Amian Adou; род. 8 февраля 1998, Тулуза) — французский футболист, защитник клуба «Нант».

## Клубная карьера
Аду с 9 лет является воспитанником французского клуба «Тулуза». С 2015 года выступал за вторую команду, 10 января дебютировал в ней поединком против «Ангулема». В сезоне 2015/2016 был основным игроком второй команды. Летом 2016 года был вызван на сборы вместе с основой.
14 августа 2016 года дебютировал в Лиге 1 в поединке против марсельского «Олимпика», выйдя в стартовом составе и проведя на поле весь матч.
13 октября того же года подписал первый профессиональный контракт с «Тулузой» сроком на три года и взял 15-й номер.

## Карьера в сборной
Выступал за юношескую сборную Франции до 17 лет. Выступал в отборочных матчах к юношескому чемпионату Европы 2015 года в Болгарии.